# Betgera, Koppal
Betgera là một làng thuộc tehsil Koppal, huyện Koppal, bang Karnataka, Ấn Độ.